# Federala myndigheten för statlig kommunikation och information

FAPSI:s heraldiska vapen

FAPSI (ryska:ФАПСИ) eller Federala myndigheten för statlig kommunikation och information (ryska:Федеральное Агентство Правительственной Связи и Информации) var en rysk myndighet verksam 1991-2003 som ansvarade för signalspaning och signalskydd. Organisationen är numera en del av Ryska federationens federala säkerhetstjänst (FSB).